# John of Oxford
John of Oxford († 2. Juni 1200) war ein englischer Geistlicher. Als loyaler königlicher Beamter hatte er eine führende Rolle im Konflikt von König Heinrich II. mit Erzbischof Thomas Becket von Canterbury. Ab 1175 war er Bischof von Norwich.

## Königlicher Beamter im Konflikt mit Thomas Becket
John of Oxford war ein Sohn von Henry of Oxford († 1164), der bis 1154 langjähriger Sheriff von Oxfordshire war. Auch John wurde königlicher Beamter und bezeugte sowohl in England wie auch in den französischen Teilen des angevinischen Reichs zahlreiche Urkunden von König Heinrich II. Für seine Dienste erhielt er vor 1160 die Ämter des Rektors der Kirchen St Peter's-in-the-East und St Mary's in Oxford sowie das Amt des Dekans von Oxford als Sinekuren. Zusammen mit anderen Beamten entwarf er vermutlich die Constitutions of Clarendon. Nachdem der Streit zwischen dem König und Erzbischof Becket eskalierte und Becket ins Exil flüchtete, wurde John im Februar 1164 zusammen mit anderen Beamten erstmals zum Papsthof gesandt, um dort den Standpunkt des Königs zu vertreten. Gegenüber der Königinmutter Matilda vertrat er die Ansicht, dass Becket sich weniger aus religiösen Gründen dem König widersetzte, sondern vor allem seine weltlichen Ziele verfolgen wollte. Im Frühjahr 1165 gehörte John der Delegation an, die die Heirat der Königstochter Mathilde mit dem deutschen Herzog Heinrich dem Löwen aushandelte. Dabei nahm er im Mai am Hoftag von Würzburg teil, wo er angeblich gegenüber den deutschen Fürsten schwor, dass Heinrich II. den Gegenpapst Paschalis III. unterstützen würde, wenn die deutschen Fürsten ihn gegen Thomas Becket und Papst Alexander III. unterstützen würden. John bestritt dies später, doch von Beckets Anhängern wurde er nun nur noch als Iurator, als Eidgeber bezeichnet. Gegen den Widerstand Beckets und dem Verbot von Alexander III. erhielt John für seine Dienste 1165 das Amt des Dekans von Salisbury. Daraufhin wurde er als erster Gegner Beckets genannt, die von diesem an Pfingsten, 12. Juni 1166 in Vézelay exkommuniziert wurden. Obwohl diese Kirchenstrafe vom Papst bestätigt wurde, diente John weiter als Gesandter des Königs und reiste dabei auch erneut zum Papsthof. Zum Missfallen der Anhänger Beckets erhielt John im November 1166 die Absolution des Papstes. Anfang 1167 kehrte er nach England zurück, wo er eine Versammlung der führenden englischen Geistlichen einberief, um die Anordnungen des Königs und des Papstes zu verkünden. Die angekündigte Aussöhnung zwischen König und Erzbischof verzögerte sich jedoch. John diente in den nächsten drei Jahren weiter als königlicher Gesandter und Vermittler. Im August 1169 unterstützte er Heinrich II. bei dessen Verhandlungen mit den päpstlichen Legaten in Domfront. Anschließend reiste er erneut zum Papsthof nach Benevent. Als schließlich in Fréteval ein Ausgleich zwischen Heinrich und Becket geschlossen wurde, begleitete John den Erzbischof im November 1170 zurück nach England. Dabei konnte er in Sandwich einen Zwischenfall vermeiden, wo Gervase of Cornhill, der Sheriff von Kent, den Erzbischof aufhalten wollte. Danach reiste Becket weiter nach Canterbury, wo er Ende 1170 ermordet wurde.

## Weiterer Dienst als Diplomat und Richter
Nach dem Mord an Becket diente John zunächst nicht weiter als königlicher Gesandter. 1176 reiste er dann wieder als Gesandter nach Sizilien, wo er die Verhandlungen zur Heirat der Königstochter Johanna mit König Wilhelm II. abschloss. 1185 reiste er nach Flandern, um in einem Konflikt zwischen dem französischen König Philipp II. und Graf Philipp von Flandern zu vermitteln. Mehrfach nahm er an wichtigen Ratsversammlungen in England teil, unter anderem im März 1177, als Heinrich II. in einem Streit zwischen den Königen Sancho VI. von Navarra und Alfons VIII. von Kastilien vermittelte. Im Mai 1177 war er dabei, als der König in Geddington ein Abkommen mit mehreren walisischen Fürsten schloss. Dazu bezeugte er zwischen 1176 und 1189 etwa 60 königliche Urkunden. Diese wurden fast alle in England ausgestellt, weshalb angenommen wird, dass er während dieser Zeit nur noch selten dem König in die französischen Besitzungen des angevinischen Reiches begleitete. Stattdessen diente John nun als königlicher Richter. Im April 1179 wurde er zusammen mit den Bischöfen Geoffrey Ridel von Ely und Richard von Winchester zu einem der drei obersten Richter Englands ernannt. Als Bischof übernahm er damit ein hohes weltliches Amt. Diese Kombination von weltlichen und geistlichen Ämtern war in den 1160er Jahren von Erzbischof Becket erbittert bekämpft worden, während Beckets Nachfolger Richard of Dover dies nun billigte. Neben der Überwachung der Rechtsprechung in den Grafschaften diente John häufig als Richter in Westminster. Nach dem Tod von Heinrich II. 1189 diente er auch dessen Sohn und Nachfolger Richard I. Ende 1189 gehörte John häufig zum Gefolge des Königs, und im Februar 1190 reiste er in die Normandie, wo der König versuchte, einen Kompromiss im Streit zwischen den beiden Justiciaren William de Longchamp und Hugh de Puiset zu erreichen, die während seiner Abwesenheit die Regentschaft in England übernehmen sollten. John hatte zuvor ein Kreuzzugsgelübde abgelegt und schloss sich dem vom König geführten Dritten Kreuzzug an. In Italien erreichte er jedoch, dass Papst Clemens III. sein Kreuzzugsgelübde aufhob. John kehrte nach England zurück, wo er im Oktober 1191 an der Ratsversammlung in Westminster teilnahm, während der William de Longchamp als Justiciar abgesetzt wurde. Danach diente er bis 1195 wieder als Richter. Politisch hatte er jedoch stark an Bedeutung verloren, weil der König vermutlich über seinen abgebrochenen Kreuzzug verärgert war. Nach Richards Tod im April 1199 nahm John noch im Mai an der Krönung von dessen Bruder Johann Ohneland teil.

## Bischof von Norwich

### Wirken als Kirchenrechter
Im Dezember 1175 war John auf Wunsch von Heinrich II. zum Bischof von Norwich gewählt worden. Obwohl er zuvor ein loyaler königlicher Beamter gewesen war und auch weiter als königlicher Gesandter und Richter diente, folgte er als Bischof nicht nur unterwürfig den königlichen Anweisungen. Als er wegen eines Streits um Besitzrechte in Lynn den Earl of Arundel exkommunizierte, wurde er dafür vom König scharf gerügt. Als Bischof sorgte John dafür, dass das kanonische Recht in England verbreitet und angewandt wurde, was ein großes Anliegen von Papst Alexander III. war. 1179 nahm er am Dritten Laterankonzil in Rom teil, und mindestens achtmal diente er ab 1176 als beauftragter päpstlicher Richter in kirchlichen Streitfällen. Dreimal bat er den Papst um Entscheidungen, wie das kanonische Recht in Einzelfällen auszulegen sei. Diese Entscheidungen flossen mit in das 1234 veröffentlichte Kirchenrechtsbuch Liber Extra ein.

### Wirken als Bischof
Aus seiner Zeit als Bischof sind über 160 Urkunden erhalten, die belegen, dass John trotz seiner Tätigkeit als königlicher Richter und Diplomat auch gewissenhaft seine Diözese verwaltete. Neben Bestätigungen von Pfarreien und Ämtern enthalten diese Urkunden auch zahlreiche weitere Regelungen für die Pfarreien seiner Diözese. Bemerkenswerterweise überließ er in 57 nachgewiesenen Fällen die Einkünfte von Pfarreien Klöstern seiner Diözese, wobei er sicherstellte, dass die Seelsorge in den Pfarreien gewährleistet wurde. Vor allem nach seinem Rückzug vom Hof zu Beginn der 1190er Jahre kümmerte er sich augenscheinlich um die Umsetzung von Kirchenreformen in seiner großen Diözese.

### Konflikt mit Kathedralpriorat
Überschattet wurde seine Zeit als Bischof vom langwierigen Konflikt mit dem Kathedralpriorat von Norwich. Wie mehrere andere Bischöfe seiner Zeit hielt er ein derartiges, von Mönchen gebildetes Kathedralpriorat für überholt. Stattdessen wünschte er sich ein durch Kanoniker gebildetes Kathedralkapitel, das den Bischöfen ermöglichte, ihre Beamten mit gut dotierten Pfründen auszustatten. Die Mönche seines Kathedralpriorats beschwerten sich deshalb über ihn, weil er sie finanziell benachteiligen würde. Er hätte zu Unrecht die Rechte an Pfarreien verteilt, die dem Kathedralpriorat zugestanden hatten, und ihnen verboten, sich darüber zu beschweren. Mehrfach hätte er willkürlich in die klösterliche Selbstverwaltung eingegriffen. In Streitfällen entschieden Papst Coelestin III. 1194 und Papst Innozenz III. 1200 zugunsten des Kathedralpriorats. Erst Johns Nachfolger als Bischof, John de Gray, erreichte wieder ein besseres Verhältnis zu den Mönchen.
John unterhielt gute Beziehungen zum Philosophen Daniel of Morley, der auf Wunsch Johns sein Werk Philosophia verfasste.

## Bewertung
John of Oxford war zwar Geistlicher, doch diente er lange Jahre den englischen Königen vor allem als Richter und Diplomat. Als königlicher Beamter wurde er von den Anhängern Beckets vielfach angefeindet. Als Bischof zog er sich den Zorn seines Kathedralpriorats zu, dazu scheute er nicht die Konfrontation mit der Regierung. Wie Gilbert Foliot und Hubert Walter gehörte er zu den Bischöfen, die glaubten, den Interessen der Kirche am besten durch Zusammenarbeit mit der Krone zu dienen.